# Sebastiano Lo Monaco
Ne doit pas être confondu avec Sebastiano Lo Monaco (acteur).
Sebastiano Lo Monaco (Catane, v. 1730 – Sortino, v. 1775) est un peintre italien qui fut actif en Sicile entre  1769 et 1772.

## Biographie
Sebastiano Lo Monaco fut l'élève d'Olivio Sozzi, et réalisa de nombreuses fresques dans les palais de Catane (Palazzo Biscari, Palazzo Reburdone). Il est le frére de Stéphania Lo Monaco. Il fut l'élève de  Mateo Desiderato.  
Il s'établit, devenu notable, à Sortino où il peignit les fresques de la Nef de la  chiesa della Natività di Maria (Cacciata dei mercanti dal Tempio et del Trionfo della fede).  
D'autres de ses œuvres se trouvent à Lentini, Raguse, Syracuse et Biancavilla.

## Œuvres
- Trionfo della famiglia Paternò Castello di Biscari, coupole de la loggia des musiciens,
- Groupe de putti et allégories des quatre saisons, galleria alla marina,
- Conseil des dieux et Les Trois Grâces, Palazzo Reburdone
- Fresques de la Basilique Saint-Benoît de Catane.